# Битка при Пазарджик
Битка при Пазарджик е опит на османското командване да забави руското настъпление по направлението Пазарджик-Пловдив-Одрин, след освобождението на София и битката при Шейново. Провежда се по време на Руско-турската война (1877 – 1878)

## Разположение на силите
След освобождаването на София от Западния отряд на Гурко остатъците от Софийския османски гарнизон, усилени от Самоковския османски гарнизон, формират нова групировка с командир Сюлейман паша. Задачата е да прикрият направлението Пазарджик – Пловдив – Одрин и забавят настъплението на Западния отряд (Гурко). Османските сили са до 20 табора.
Според плана за заключителното руско настъпление командирът на Западния отряд генерал-лейтенант Йосиф Гурко незабавно насочва силите си срещу Пазарджик.

## Бойни действия
На 1 януари колоните на генерал-лейтенант Николай Криденер и генерал-лейтенант Юрий Шилдер-Шулднер прекъсват пътищата за евентуално османско отстъпление на изток към Пловдив. Колоните на генерал-лейтенант Павел Шувалов от север и генерал-лейтенант Николай Веляминов от юг действат непосредствено срещу Пазарджик. Османските части не издържат на маневреното руско настъпление и заплашени от обкръжаване започват изоставянето на града.
На 2 януари колоните на генерал-лейтенант Павел Шувалов и генерал-лейтенант Николай Веляминов преминават в общо настъпление. Около 14 часа авангардът с командир генерал-майор Николай Брок навлиза в града. Отстъпващият противник подпалва около 1000 сгради. Едновременно с уличните боеве, руските части и българското население потушават пожарите. Пазарджик е освободен от османско владичество. Руските сили предприемат енергично преследване на противника в направление на Пловдив.